# Agalychnis buckleyi
Agalychnis buckleyi es una especie de anfibios de la familia Hylidae.
Habita en la vertiente amazónica de la cordillera andina, en Colombia y Ecuador.
Sus hábitats naturales incluyen bosques tropicales o subtropicales secos y a baja altitud, montanos secos y marismas de agua dulce. Está amenazada por la destrucción de su hábitat natural.